# Martina
Martina (grec: Μαρτίνα)  (Província romana de Síria, c. 598 - Rodes, c. 641) va ser emperadriu de l'Imperi Romà d'Orient. Es va casar amb Heracli, el seu oncle, del qual va ser la segona esposa. La primera, Fàbia Eudòxia, havia mort l'any 612. Segons Teòfanes el Confessor es van casar l'any 613, però altres historiadors diuen que el 624. El matrimoni presentava dubtes legals a causa del grau de parentiu, però Heracli no en va fer cas i el patriarca de Constantinoble Sergi I els va casar. Heracli la va proclamar augusta.
Martina va acompanyar l'emperador en les seves campanyes militars contra els perses (624-629). La parella va tenir onze fills, entre altres Heraclones, que va ser emperador. Dels seus onze fills, quatre van morir de petits, i dos tenien alguna minusvalidesa, cosa que es va atribuir al parentiu incestuós dels pares.
L'any 617 Heracli va nomenar cèsar el fill de la seva primera dona Constantí III Heracli, que tenia pocs anys. A la mort d'Heracli el 641, Martina va voler imposar el seu fill Heraclones com a emperador per davant de Constantí, proclamat emperador i mort per causes naturals el mateix any. Va ser breument regent del seu fill Heraclones, menor d'edat, que va ser proclamat emperador. Va ser deposada al cap de pocs mesos i exiliada a Rodes per una insurrecció militar que va coronar emperador Constant II.